# Zoolympiska spelen
Zoolympiska spelen (Zoo Olympics), är en fransk-belgisk animerad tv-serie från 1992, på svenska visad i Lilla Sportspegeln. Den är en parodi på Olympiska spelen med djur i de olika idrottsgrenarna. Varje avsnitt innefattar en olympisk gren och kommenteras av ormen, tillika sportkommentatorn, Bo A Orm.
Serien producerades i 52 avsnitt på vardera två och en halv minut, och skapades, producerades, skrevs och regisserades av den belgiske animatören Jean-Paul Walravens, under dennes pseudonym Picha.
På svenska gjorde sportjournalisten Jacob Hård Bo A Orms röst, vilket gjorde honom känd för en vidare publik, utanför den strikt idrottsliga sfären.
Serien har även fått en uppföljare, Zoo Cup, utgiven på svenska på två vhs-kassetter; Zoo-Cup, Djurens fotbolls-VM - Omgång 1 och Zoo-Cup, Djurens fotbolls-VM - Omgång 2.